# モクア井戸
モクア井戸（モクアいど、英語: Moqua Well）は、ナウルの南西部にある地底湖。首都ヤレン地区に位置し、ナウル国際空港の近くにある。名称のモクア（あるいはマクワ）はヤレンの旧称で、太平洋戦争（大東亜戦争）の際に住民の主な水源として使用されていたことから井戸（Well）と呼ばれている。
モクア井戸はあまり有名ではないものの、同国では数少ない観光地の1つに数えられる。2001年、酔っ払いが転落して溺死した事故を受け、ナウル政府は事故を防ぐために柵を設置することを決定した。
近くにはヤレンの地下に広がるモクア洞窟がある。